# Клапоте, Анита
Анита Клапоте (латыш. Anita Klapote; род. 5 сентября 1967, Рига) — латвийская легкоатлетка, специалистка по бегу средние и длинные дистанции. Выступала за сборную Латвии по лёгкой атлетике в первой половине 1990-х годов, победительница и призёрка первенств национального значения, участница летних Олимпийских игр в Барселоне.

## Биография
Анита Клапоте родилась 5 сентября 1967 года в Риге, Латвийская ССР. Занималась лёгкой атлетикой в местной спортивной школе «Аркадия».
В 1990 году пробежала два марафона в Ужгороде с результатами 2:49:04 и 2:49:09.
В 1991 году одержала победу в забеге на 10 км по шоссе на соревнованиях SL Õhtulehe Rahvajooks в Таллине, с результатом 2:48:22 стала второй на Рейнско-Рурском марафоне в Дуйсберге.
В 1992 году победила в беге на 3000 метров на зимнем чемпионате СНГ в Москве и в полумарафоне на чемпионате Латвии в Озолниеки. На летнем чемпионате СНГ в Москве на дистанции 3000 метров финишировала шестой. Благодаря череде удачных выступлений удостоилась права представлять Латвию на Олимпийских играх в Барселоне — в программе 10 000 метров сошла во время предварительного квалификационного забега.
После распада Советского Союза Клапоте ещё в течение некоторого времени оставалась действующей спортсменкой и продолжала принимать участие в различных легкоатлетических стартах. Так, в 1993 году она стала второй на Рижском марафоне, а в 1994 году вновь выиграла чемпионат Латвии в полумарафоне.